# NGC 4333
NGC 4333 ist eine Balken-Spiralgalaxie mit aktivem Galaxienkern vom Hubble-Typ SBab im Sternbild Jungfrau nördlich der Ekliptik. Sie ist schätzungsweise 311 Millionen Lichtjahre von der Milchstraße entfernt und hat einen Durchmesser von etwa 75.000 Lichtjahren. Die Galaxie wird unter der Katalognummer VVC 637 als Teil des Virgo-Galaxienhaufens gelistet.

Im selben Himmelsareal befinden sich u. a. die Galaxien NGC 4326, NGC 4339, NGC 4376, IC 782.
Das Objekt wurde am 13. April 1784 von Wilhelm Herschel entdeckt.